# Best of The Corrs
Best of The Corrs è la prima raccolta dei The Corrs, pubblicata nel 2001. La raccolta contiene due inediti: Would you be happier? e Make you mine.

## Tracce
1. Would You Be Happier?
2. So Young (K-Klass remix)
3. Runaway
4. Breathless
5. Radio (Unplugged)
6. What Can Do (Tin Tin Out remix)
7. The Right Time
8. I Never Loved You Anyway
9. Irresistible
10. Forgiven Not Forgotten
11. Lough Erin Shore (Unplugged)
12. Only When I Sleep
13. Love to Love You
14. All the Love in the World (remix)
15. Everybody Hurts (unplugged)
16. Give Me a Reason
17. Dreams
18. Make You Mine